# Stazione di Cocquio-Trevisago
La stazione di Cocquio-Trevisago è una stazione ferroviaria posta sulla linea Saronno-Laveno, a servizio del comune di Cocquio-Trevisago.

## Movimento
La stazione è servita dai treni regionali e regio express di Trenord della direttrice Laveno-Milano Cadorna.
Inoltre la stazione è servita dai treni RegioExpress RE1 Laveno - Varese - Saronno - Milano.
Quasi tutti i treni vengono ricevuti sul binario 1.